# Wojkowo
Wojkowo [vɔi̯ˈkɔvɔ] (tiếng Đức: Heinrichsdorf)  là một ngôi làng ở quận hành chính của Gmina Bisztynek, trong hạt Bartoszycki, Warmińsko-Mazurskie, ở miền bắc Ba Lan. Nó nằm khoảng 9 kilômét (6 mi) về phía đông bắc của Bisztynek, 22 km (14 mi) về phía đông nam của Bartoszyce và 49 km (30 mi) về phía đông bắc của thủ đô khu vực Olsztyn.